# 萬巒仙人井
22°34′19″N 120°34′10″E / 22.571890°N 120.569465°E
萬巒仙人井，位於臺灣屏東縣萬巒鄉萬和村李氏宗祠，傳說為六堆客家人開墾萬巒的起源地。

## 傳說
清治時期，六堆客家人是以萬丹濫濫為基，至屏東各處開墾。相傳1698年，住在濫濫庄的溫、張、林、鍾姓客家人沿河至庄坪聚居開墾，一日他們發現耕牛失散，循著足跡至萬巒時發現了耕牛泡在一口水池裡，於是便集體遷來此，日後形成萬巒庄。
在自然地理上，萬巒鄉褒忠、中正路一帶的地下水豐富，每年秋季10月會自然湧出泉水，若遇夏季豪雨可噴至2、3公尺高。萬巒也因水源豐富，吸引客家女性在此繁衍。
此傳說與六堆美濃庄的拓墾傳說極為相似，皆由失蹤耕牛的尋獲來發現水源，進而以水源地作定居地，間接突顯出拓墾是神蹟的意涵。之後此水池面積變小，被居民以磚圍起，成為萬巒李氏宗祠東廂房的水井，並立碑稱作「仙人井」紀念。像是萬巒鄉長林昌德就認為仙人井是萬巒鄉的開庄起源。附近的萬巒豬腳餐廳也會對客人介紹此井。